# IC 4364
IC 4364 — компактная вытянутая спиральная галактика типа Sbc в созвездии Дева на расстоянии около 420 млн световых лет. Диаметр галактики составляет около 90 тысяч световых лет.
На небе галактика находится неподалёку от других галактик, в числе которых IC 971, IC 4358, IC 4361, IC 4368. IC 4364 входит в число перечисленных в оригинальной редакции «Нового общего каталога».